# Anonymous Content
Anonymous Content LLP (AC) – niezależne przedsiębiorstwo multimedialno-rozrywkowe, głównie specjalizujące się w produkcji filmowo-telewizyjnej. Zostało założone w 1999 r. przez Steve’a Golina i Gore’a Verbinskiego jako następca Propaganda Films.

## Lokalizacja
Anonymous Content ma swoją siedzibę w Los Angeles w Kalifornii. Ich biura znajdują się m.in. w mieście Nowego Jorku i w Londynie.

## Wybrana produkcja filmowa
Źródło: IMDb.com
- Transfer (2007), dystrybucja New Line Cinema
- Podwójne życie (2011), dystrybucja Summit Entertainment
- Przyjaciel do końca świata (2012), dystrybucja Focus Features i StudioCanal
- Fun Size. Szalone Halloween (2012), dystrybucja Paramount Pictures
- Piąta władza (2013), dystrybucja DreamWorks SKG
- The End of the Tour (2015), dystrybucja A24
- Spotlight (2015), dystrybucja Open Road Films
- Zjawa (2015), dystrybucja 20th Century Fox
- Wszędobylska mamuśka (2016), dystrybucja Sony Pictures Classics
- Król wyjęty spod prawa (2018), dystrybucja Netflix